# KAlgebra
KAlgebra es una calculadora gráfica matemática incluida en el paquete educativo de KDE. Si bien se basa en el lenguaje de marcado de contenido MathML, no se requiere el conocimiento de este para su uso. Incluye funciones numéricas, lógicas, simbólicas, y analíticas, y puede representar los resultados con una gráfica 2D o 3D. KAlgebra es software libre y de código abierto, autorizado bajo la Licencia Pública GNU.
KAlgebra ha sido mencionada por varios medios de comunicación como una fuente de programas educativos libres / de código abierto.

## Interfaz de usuario y sintaxis

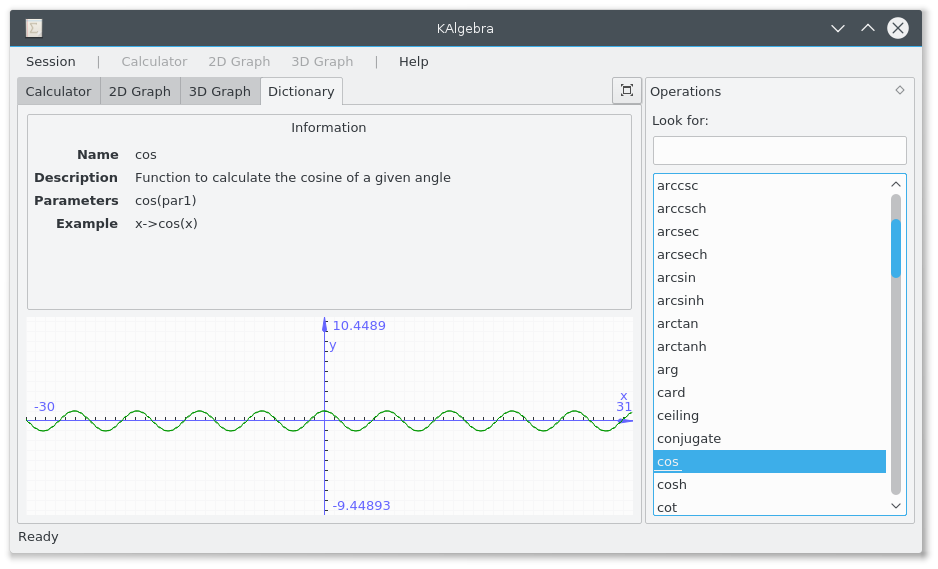
Función coseno en la vista de Diccionario.

KAlgebra utiliza una sintaxis algebraica intuitiva, similar a las utilizadas en las calculadoras gráficas modernas. Las expresiones introducidas por el usuario se pasan a MathML en segundo plano, o pueden ser introducidas directamente. El programa está dividido en cuatro vistas: Consola, Gráficos 2D, Gráficos 3D y Diccionario. Se puede realizar una serie de cálculos con scripts definidos por el usuario, los cuales son macros que se pueden reutilizar y compartir.
El diccionario incluye una lista exhaustiva de todas las funciones incorporadas en KAlgebra. Las funciones se pueden consultar con parámetros, ejemplos, fórmulas y gráficas de ejemplo. Soporta actualmente más de 100 funciones y operaciones.

## Gráficos y diccionario

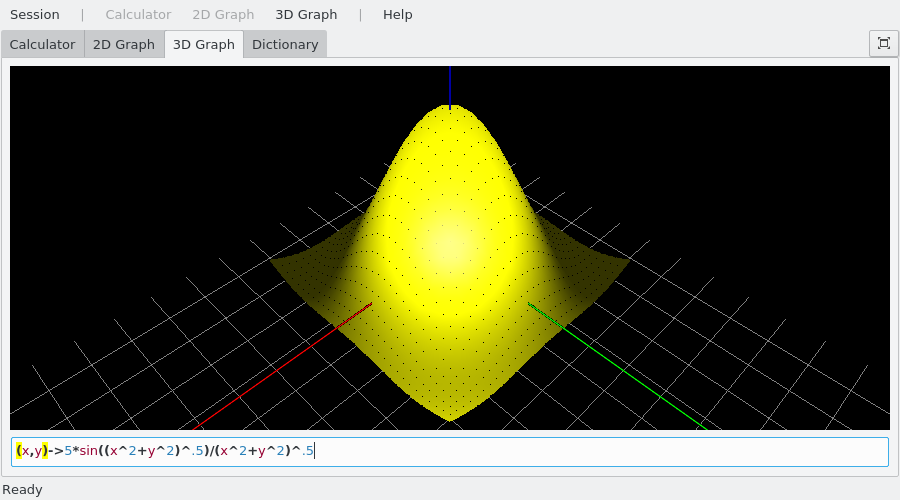
Representación de la función sombrero mediante el Gráfico 3D.

En las vistas gráficas 2D y 3D, las funciones se pueden evaluar y representar. Actualmente, KAlgebra solo admite gráficos 3D que dependan explícitamente solo de x e y. Ambas vistas soportan la definición del punto de vista. El usuario puede colocar el cursor sobre una línea y encontrar los valores X e Y exactos para los gráficos 2D, así como crear una línea tangente en directo.
En la vista 3D, el usuario puede controlar la posición del punto de vista con las flechas de dirección del teclado. El acercamiento se realiza con la tecla W; el alejamiento, con la tecla S. También se pueden dibujar líneas y hacer puntos en el gráfico 3D, y exportar el gráfico a varios formatos.